# Incenerimento del suolo
L'incenerimento del suolo, anche detto termodistruzione del suolo, è una tecnologia di bonifica dei suoli contaminati che prevede l'invio del materiale estratto dal terreno inquinato ad un impianto di trattamento termico ad alta temperatura. La tecnica permette di trattare suoli contaminati da composti organici.

## Meccanismo
La termodistruzione prevede processi ad elevate temperature variabili da 870 °C a 1200 °C o più, che permettono di volatilizzare ed ossidare termicamente i contaminanti organici del suolo. È da considerarsi una tecnologia che opera generalmente off-site ed è normalmente utilizzata per lo smaltimento finale dei materiali contaminati derivanti dai trattamenti di soil washing, estrazione con solventi e desorbimento termico.
La termodistruzione avviene attraverso i seguenti passaggi (anche se non tutti i processi prevedono tutte queste fasi):
- Estrazione del terreno contaminato da bonificare;
- Pretrattamento del suolo inquinato in modo da renderlo di dimensioni granulari, mescolamento e stabilizzazione dello stesso. Nel caso il contenuto di umidità sia troppo elevato si effettua un processo di preriscaldamento;
- Movimentazione del materiale verso l'unità di incenerimento. L'alimentazione dell'unità di termodistruzione può avvenire a gravità, con nastro trasportatore, per battimento o tramite coclea trasportatrice oppure vaglio vibrante;
- Termodistruzione degli inquinanti;
- Trattamento dei gas prodotti con:
- Ulteriore incenerimento dei gas (fumi prodotti) in una camera di post-combustione;
- Rimozione del particolato;
- Controllo dei gas acidi nel caso il terreno sia contaminato da composti alogenati, solfonati, fosforo o nitrati.

## Tipologie di inceneritori
Esistono svariate tecniche che permettono di realizzare la termodistruzione dei composti inquinanti, ecco di seguito un elenco delle unità più utilizzate:
- Inceneritori a tamburo rotante
- Inceneritore a letto fluido
- Inceneritore ad infrarosso
- Sistema al plasma

Negli inceneritori a tamburo rotante, a letto fluido e ad infrarosso la decontaminazione si ottiene attraverso un processo di vaporizzazione dell'inquinante organico contenuto nel terreno contaminato e una fase di termodistruzione dello stesso. Il sistema al plasma, oltre alle fasi precedenti di vaporizzazione e successiva termodistruzione, realizza la fusione del terreno alimentato, che una volta raffreddato, assume la consistenza di materiale vetrificato.

### Inceneritore a tamburo rotante
Il sistema è formato da un cilindro metallico leggermente inclinato che ruota attorno al proprio asse. Il cilindro internamente è costituito da materiale refrattario e opera a temperature che variano dai 750 ai 1000 °C. Il terreno contaminato viene inserito all'interno del cilindro ed attraversa la camera di combustione per gravità (il sistema rende possibile regolare il tempo di permanenza nel tamburo dell'inquinante da bonificare). In uscita, i fumi vengono dirottati verso la camera di post-combustione. I vantaggi di questo processo sono dati dalla la possibilità di trattare diversi tipi di terreni, dalla semplicità di installazione, dall'affidabilità e dai bassi costi dell'impianto. Alcuni svantaggi sono da imputare alla possibile formazione di residui contaminanti all'interno del cilindro, alla scarsa durata del materiale refrattario e alla difficile gestione della quantità d'aria presente nel cilindro.

### Inceneritore a letto fluido
Le particelle di terreno da bonificare (precedentemente trattate) vengono mantenute in sospensione da una corrente d'aria immessa all'interno del cilindro e successivamente termodistrutte. Con questo sistema, che non presenta parti meccaniche in movimento e che impiegano temperatura relativamente bassa ed uniformi, possono essere trattati diversi tipi di terreni contaminati. L'inceneritore a letto fluido presenta ridotte emissioni di microinquinanti organoclorurati e permette di abbattere composti come SO2, NOx e particolati direttamente in fase di combustione (non necessità quindi della camera di post-combustione). Anche in questo processo si hanno problemi di corrosione ed erosione delle parti impiantistiche e di formazione di scorie ed incrostazioni. La scarsa residenza del composto all'interno del cilindro crea problemi per il trattamento delle particelle più fini.

### Inceneritore ad infrarosso
Questa tecnica di incenerimento impiega raggi infrarossi per la termodistruzione degli inquinanti e permette di ottenere una capacità di trattamento fino a 100 t/giorno. L'impianto che si utilizza è di tipo mobile e di facile installazione, presenta inoltre ridotti volumi di gas da trattare e permette di avere un adeguato controllo sul tempo di permanenza e sulla temperatura del processo. L'inceneritore ad infrarosso non permette però il trattamento di materiali ad alto contenuto di umidità e manifesta problemi di corrosione nel caso siano presenti nel terreno cloruri organici, inoltre è necessaria la fase di pretrattamento del terreno contaminato.

### Sistema al plasma
Il plasma è un gas altamente conduttivo ionizzato elettricamente. Può essere generato utilizzando un riscaldatore elettrico comunemente definito torcia ad arco plasma, che consente di ionizzare il gas. La creazione dell'arco elettrico necessario alla generazione del plasma avviene attraverso il passaggio di corrente tra due elettrodi, il gas viene quindi ingabbiato da un campo elettromagnetico ed assume una viscosità quasi liquida.
Le unità funzionali che formano un sistema di incenerimento al plasma sono:
- Il blocco per l'alimentazione della camera di combustione;
- La camera di combustione, detta forno centrifugo al plasma, costituita da un cilindro rotante. Il terreno contaminato viene inserito all'interno del cilindro rotante e viene mantenuto nel forno per effetto della forza centrifuga generata dal moto di rotazione;
- La torcia al plasma che trasferisce la sua energia al terreno, i contaminanti organici vengono quindi dissociati in atomi, ionizzati, pirolizzati ad alta temperatura, e quindi distrutti;
- Il contenitore del terreno fuso, che contiene le particelle di terreno fuse dalla elevata temperatura (tipicamente 1600 °C), queste sono scaricate nel contenitore, grazie ad una riduzione della velocità di rotazione del cilindro, e raffreddate con aria o acqua;
- La camera di post-combustione che assicurare una completa conversione dei composti organici in anidride carbonica e vapore acqueo;
- Il sistema di trattamento dei fumi, che permette di depurare i gas in uscita dalla camera di post-combustione.

Il sistema al plasma presenta una minore produzione di gas inquinanti da trattare, un ciclo di lavorazione breve rispetto agli altri sistemi di termodistruzione e vista la compattezza del sistema è l'ideale per la realizzazione di impianti mobili. Tra gli svantaggi da segnalare la limitata durata dell'arco al plasma e dei materiali refrattari di rivestimento del cilindro rotante nonché la necessità di personale altamente qualificato per la conduzione dell'impianto.
La Termodistruzione è una tecnica di bonifica del suolo inquinato che ha tra gli svantaggi principali la possibile formazione di composti organoclorurati (vedi note) e l'impossibilità di utilizzo a fini agronomici del terreno trattato.

## Applicazioni
I processi di termodistruzione sono in grado di trattare terreni contaminati da composti organici e cianuri complessi. I metalli pesanti che volatilizzano al di sotto dei 1100 °C vengono generalmente rimossi dal terreno per vaporizzazione e neutralizzati grazie al sistema di trattamento dei fumi.
La tecnologia più comunemente adoperata tra gli impianti on site di termodistruzione è quella a inceneritore a tamburo rotante perché sicura, affidabile e commercialmente disponibile in molte configurazioni. I costi di trattamento sono stimabili dai 250 ai 1000$/t di terreno risanato.
Il sistema al plasma rappresenta una grande innovazione rispetto agli attuali inceneritori che consentono unicamente di bruciare il rifiuto con il pericolo di produrre gas altamente nocivi per l'ambiente. Il materiale di scarto che si ottiene è vetrificato ed altamente stabile così che i contaminanti inorganici, come i metalli pesanti, originariamente presenti, vengono inertizzati. Ma il freno più grande per l'utilizzo del sistema al plasma è rappresentato, attualmente, dai costi elevati del trattamento, che possono andare dai 600 ai 1.200$ per tonnellata di terreno bonificato.
Esistono altri processi di incenerimento che, come la tecnica al plasma, permettono la termodistruzione con successiva fusione del terreno alimentato, ma sperimentati solo su scala pilota come:
- Reattore a parete fluida;
- Vetrificazione in focolare a ciclone;
- Pirolizzatore elettrico.

I composti organoclorurati sono tossici e mutageni per i viventi, con vario grado di compromissione delle funzioni cellulari e delle attività metaboliche dell'intero organismo in relazione alle concentrazioni assunte. I composti organoclorurati, scarsamente biodegradabili, persistono nell'ambiente e si accumulano negli organismi, con cui vengono a contatto, concentrandosi nei fluidi e nei tessuti ricchi di grassi, come latte e carni.